# Alfred Köcher

Alfred Köcher

Alfred Köcher (* 5. Januar 1874 in Berlin; † 14. September 1940 ebenda) war ein deutscher Radrennfahrer.

## Sportliche Laufbahn
Alfred Köcher war einer der vielseitigsten deutschen Radsportler in den 1890er Jahren. 1895 gewann er die Radrennen Rund um Mitteldeutschland, Warschau–Kalisch–Warschau (517 km), Leipzig–Berlin–Leipzig–Dresden–Leipzig (500 km) sowie Dresden–Berlin. Von 1894 bis 1896 war er Inhaber des Zwölf-Stunden-Straßenrekords. Anschließend trat er zu den Profis über.
Zweimal, 1896 und 1898, wurde er Deutscher Straßenmeister, 1898 Deutscher Meister der Steher. 1897 stellte er einen Weltrekord über drei Kilometer hinter Mehrsitzerführung auf (3:31,2 Minuten). Von 1896 bis 1898 war er zudem Deutscher Meister über die 100 Kilometer auf der Bahn. 1897 wurde er Dritter bei den Europameisterschaften im Steherrennen.
Der als klein und schmächtig beschriebene Köcher war ein besonderer Publikumsliebling in Berlin. 1891 war der gelernte Bautechniker und begeisterte Segler in den Radverein von Friedenau eingetreten und hatte mit dem Radsport begonnen, zunächst noch auf dem Hochrad. Im Jahre 1900 trat er vom aktiven Radsport zurück. 

## Ehrungen
Auf der Berliner „Olympia-Bahn“ wurde in den Jahren vor dem Ersten Weltkrieg der „Alfred-Köcher-Preis“ ausgefahren.